# 中國電力國際發展

舊標誌

中國電力國際發展有限公司，簡稱中國電力，是一家在香港交易所上市的公共事業公司，主要業務是在中國開發、建設、擁有、管理及經營大型發電廠。公司在香港註冊，在2004年3月24日成立，是中華人民共和國五家發電集團中，唯一一家紅籌股上市公司，母公司為中國五大發電集團之一的中国国家电力投资集团公司。2004年10月15日在香港交易所上市，當時招股定價為每股2.53港元。
截至2004年底，公司擁有其三座已投入商業運營的大容量燃煤發電廠中的兩座發電廠（分別是平圩電廠和姚孟電廠）之100%權益，並擁有餘下一座發電廠（即常熟電廠）之50%權益。這三座電廠的總裝機容量為3,610兆瓦，而公司在這三座電廠的應占權益裝機容量為3,010兆瓦。
2009年6月8日收購母公司中國電力投資集團持有的湖南五凌電力有限公司63%的股權，代價44.65億元人民幣。五凌電力總資產以水電為主，並持有湖南核電有限公司50%的股權。收購完成後，公司權益裝機容量將由2008年12月31日的約9,037兆瓦增加約2,245兆瓦而至11,282兆瓦。
2017年10月9日收購母公司中國電力投資集團及國家電投持有清潔能源項目公司100%的股權，代價49.69億元人民幣，大部分代價擬以供股方式籌集資金支付。清潔能源項目公司資產包括水電、天然氣發電、風電及光伏發電。收購完成後，公司權益裝機容量能夠增加約3,078兆瓦。中國電力公佈按於記錄日期每持有當時三股現有股份獲配發一股供股股份的基準以每股供股股份1.82港元的認購價進行供股。中國電力在2017年12月配發及發行2,451,721,580股供股股份，使中國電力已發行股份數目增加至9,806,886,321股。
截至2017年12月31日，國家電投通過子公司「中國電力國際」（中電國際）、「中國電力發展」持有中國電力國際發展55.61%股權。